# Mobilité des porteurs de charge

Image illustratifs

La mobilité des porteurs de charge est une notion utilisée en physique pour caractériser les milieux conducteurs du courant électrique. Elle est notée {\displaystyle \mu } et relie la vitesse moyenne d'un porteur de charge électrique du milieu (électron, trou, ion, etc.) au champ électrique qu'il subit via la relation {\displaystyle v_{d}=\mu E}.

## Description
La mobilité est étroitement liée à la conductivité électrique du matériau et au nombre d'impuretés présentes dans ce matériau. Quand un porteur est dominant la conductivité électrique est proportionnelle à la mobilité de ce porteur. Le vecteur densité de courant peut être relié à la mobilité par {\displaystyle {\vec {j}}=qn<{\vec {v}}>}.
Elle est différente pour les électrons et pour les trous dans les semi-conducteurs. Elle varie fortement avec la température et les impuretés présentes dans le milieu.
On la donne le plus souvent en cm2/(V·s), ce qui est bien homogène à une vitesse divisée par un champ électrique. 
Dans l'arséniure de gallium, à la température ambiante, la mobilité vaut à peu près 2 000 cm2/(V·s). 
Dans l'antimoniure d'indium la mobilité est de 77 000 cm2/(V·s). 
En 2014 une équipe de chercheurs de l'université de Lorraine et du synchrotron Soleil a synthétisé des rubans de graphène qui détiennent le record de la plus grande mobilité mesurée à température ambiante : 1 000 000 cm2/(V·s). 
Les nanotubes de carbone détenaient le précédent record  : 100 000 cm2/(V·s) à 300 K.
Lorsqu'on soumet un matériau à un champ électrique, les électrons sont accélérés par ce champ. Mais ils sont soumis aux interactions avec les atomes du matériau et perdent leur vitesse lors de chocs avec les atomes. Le modèle de Drude est un modèle simple (approche classique) permettant de modéliser la vitesse de ces électrons et de donner une expression de cette mobilité. 
On peut montrer, dans cette approche, que la mobilité d'une particule vaut : 
{\displaystyle \mu ={\frac {q.\tau }{m^{*}}}},
avec :
- q : la charge élémentaire ;
- {\displaystyle \tau } : le temps moyen entre deux collisions ;
- m* : la masse effective de la particule.

Dans un semiconducteur, la mobilité des électrons est supérieure à la mobilité des trous, on observe expérimentalement dans le silicium que la mobilité des trous est trois fois plus petite que celle des électrons. Cela peut s’interpréter par le fait que les électrons participant à la conduction sont quasi libres dans le cristal (bande de conduction) alors que les trous correspondent au vide laissé par un électron passé sur la bande de conduction. Pour que le trou se déplace, il faut qu'un électron de valence d'un atome voisin vienne prendre sa place ce qui est moins facile d'un point de vue quantique.
la loi de Matthiessen dit que la mobilité peut être écrite comme la somme de l'influence du réseau (des phonons) et de celle des impuretés :
{\displaystyle {\frac {1}{\mu }}={\frac {1}{\mu _{res}}}+{\frac {1}{\mu _{imp}}}}